# Elektrárna Boxberg
Elektrárna Boxberg je hnědouhelná elektrárna u obce Boxberg v Horní Lužici, ve spolkové zemi Sasko, v Německu, severně od hranic České republiky. Má instalovaný výkon 2575 megawatt, které jsou vyráběné ve čtyřech blocích. Nejnovější blok 675 MW je ve zkušebním provozu od 16. února 2012, kdy dodal první elektřinu do sítě. Účinnost bloku je 43,7 %.
Provozovatelem elektrárny je skupina LEAG.